# Mónica Jardim
Mónica Jardim (Lisboa, 22 de Dezembro de 1975) é uma apresentadora portuguesa.

## Carreira
Filha de mãe espanhola e pai português, sempre se dividiu entre os dois países. Licenciada em Relações Internacionais, começou a trabalhar na apresentação sem esperar, tendo iniciado a sua carreira no ano de 2004 enquanto apresentadora do magazine "Deluxe".
Desde 2011 dá a cara pelo sorteio do Euromilhões.
Atualmente, dá a cara pelos programas: Euromilhões (desde 2011), Sorteios das Lotarias de Natal e de Ano Novo (desde 2017) e Em Família (desde novembro de 2024) na TVI. 
Entre 2012 e 2024 apresentou o programa semanal Somos Portugal na TVI. 
Na TVI África apresentou o programa de música TOP K. 
A 13 de Dezembro de 2017, foi chamada, juntamente com Isabel Silva, para substituir Cristina Ferreira e Manuel Luís Goucha no programa Você na TV!. 
Entre 2017 e 2019, apresentou o magazine, Querido, Comprei uma Casa na TVI. 
Apresentou o magazine semanal Câmara Exclusiva, entre 2015 e 2018, primeiramente a solo, depois com José Carlos Pereira e mais tarde com Pimpinha Jardim e Marta Andrino. 
Em Dezembro de 2018 é anunciada como concorrente da 4.ª edição do Dança com as Estrelas. 
Entre novembro de 2019 e janeiro de 2020, apresentou o programa semanal Sábado na TVI, com João Montez.
A julho de 2020, é chamada para apresentar o programa A Tarde é Sua, nas ausências de Fátima Lopes.
Com o término do programa Somos Portugal, a apresentadora assume com Idevor Mendonça a apresentação da emissão da manhã do programa Em Família a partir de 16 de novembro de 2024.
É um rosto frequente dos programas especiais, galas e outros eventos da TVI, como as festas de natal, aniversário, verão e ainda os lançamentos de novelas ou outras novidades da grelha de programação do canal de Queluz De Baixo.
Em 2024, comemora 20 anos de carreira ao serviço da TVI.

## Televisão
| Ano             | Canal | Título                                          | Notas                                                                                      |
| --------------- | ----- | ----------------------------------------------- | ------------------------------------------------------------------------------------------ |
| 2004 - 2010     | TVI   | Deluxe                                          | Apresentadora                                                                              |
| 2005 - 2006     | TVI   | Morangos com Açúcar - Extra                     | Apresentadora                                                                              |
| 2011 - presente | TVI   | Euromilhões                                     | Apresentadora                                                                              |
| 2011            | TVI   | Cidade dos Sonhos                               | Apresentadora, com Fátima Lopes                                                            |
| 2011            | TVI   | Festa de Verão TVI                              | Apresentadora                                                                              |
| 2011            | TVI   | Perfil                                          | Apresentadora, com Marcos Pinto                                                            |
| 2011            | TVI   | Secret Story - Casa dos Segredos 2              | Apresentadora do Diário da Tarde                                                           |
| 2012 - 2024     | TVI   | Somos Portugal                                  | Apresentadora                                                                              |
| 2012            | TVI   | Festa de Verão TVI                              | Apresentadora                                                                              |
| 2012            | TVI   | Secret Story - Casa dos Segredos 3              | Repórter                                                                                   |
| 2013            | TVI   | Festa de Lançamento do canal +TVI               | Apresentadora, em substituição de Iva Domingues                                            |
| 2013            | TVI   | Festa do Emigrante                              | Apresentadora, com Fátima Lopes e Nuno Eiró                                                |
| 2013            | TVI   | SPOT+ no +TVI                                   | Apresentadora                                                                              |
| 2013            | TVI   | Passadeira Vermelha Gala TVI 20 Anos            | Apresentadora                                                                              |
| 2013            | TVI   | Tentação na Selva                               | Apresentadora                                                                              |
| 2013            | TVI   | Rota do Românico                                | Apresentadora                                                                              |
| 2013            | TVI   | Festa de Verão TVI                              | Apresentadora                                                                              |
| 2013            | TVI   | Especial Natal Feliz - Missão Sorriso           | Apresentadora                                                                              |
| 2014            | TVI   | Ricas Quintas                                   | Apresentadora                                                                              |
| 2014            | TVI   | Especial 21 Anos TVI                            | Apresentadora                                                                              |
| 2014            | TVI   | Festa de Verão TVI                              | Apresentadora                                                                              |
| 2014            | TVI   | Especial Natal Feliz - Missão Sorriso           | Apresentadora                                                                              |
| 2015            | TVI   | Especial 22 anos TVI                            | Apresentadora                                                                              |
| 2015            | TVI   | Lançamento de "A Única Mulher"                  | Apresentadora                                                                              |
| 2015            | TVI   | Festa de Verão TVI                              | Apresentadora                                                                              |
| 2015            | TVI   | Lançamento de "Santa Bárbara"                   | Apresentadora                                                                              |
| 2015 - 2018     | TVI   | Câmara Exclusiva                                | Apresentadora, com Marta Andrino e Pimpinha Jardim                                         |
| 2016            | TVI   | Especial 23 anos TVI                            | Apresentadora                                                                              |
| 2016            | TVI   | Festa de Verão TVI                              | Apresentadora                                                                              |
| 2016            | TVI   | Festa de Lançamento de "A Impostora"            | Apresentadora                                                                              |
| 2016            | TVI   | Juntos, Fazemos a Festa                         | Apresentadora                                                                              |
| 2016            | TVI   | Especial Missão Continente                      | Apresentadora, com Fátima Lopes e Isabel Silva                                             |
| 2017 - 2019     | TVI   | Querido, Comprei uma Casa!                      | Apresentadora                                                                              |
| 2017            | TVI   | Especial 24 anos TVI                            | Apresentadora                                                                              |
| 2017            | TVI   | Let's Dance - Vamos Dançar                      | Apresentadora do Extra, em substituição de Isabel Silva                                    |
| 2017            | TVI   | Festival da Comida Continente                   | Apresentadora                                                                              |
| 2017 - 2019     | TVI   | TOP K na TVI África                             | Apresentadora                                                                              |
| 2017            | TVI   | Você na TV!                                     | Apresentadora, com Isabel Silva, em substituição de Cristina Ferreira e Manuel Luís Goucha |
| 2017 - presente | TVI   | Sorteios das Lotarias de Natal e de Ano Novo    | Apresentadora                                                                              |
| 2018            | TVI   | Especial 25.° Aniversário TVI                   | Apresentadora                                                                              |
| 2018            | TVI   | Millennium Estoril Open 2018                    | Apresentadora                                                                              |
| 2018            | TVI   | Festival da Comida Continente                   | Apresentadora                                                                              |
| 2018 - 2019     | TVI   | Dança com as Estrelas 4                         | Concorrente                                                                                |
| 2019            | TVI   | Juntos em Festa                                 | Apresentadora                                                                              |
| 2019            | TVI   | Especial 26.° Aniversário TVI                   | Apresentadora                                                                              |
| 2019            | TVI   | Lançamento de Amar Depois de Amar               | Apresentadora                                                                              |
| 2019            | TVI   | Festival da Comida Continente                   | Apresentadora                                                                              |
| 2019            | TVI   | Festa de Verão TVI                              | Apresentadora                                                                              |
| 2019 - 2020     | TVI   | Sábado na TVI                                   | Apresentadora, com João Montez                                                             |
| 2020            | TVI   | A Ajuda não Pode Parar                          | Repórter                                                                                   |
| 2020            | TVI   | A Tarde é Sua                                   | Apresentadora, em substituição de Fátima Lopes                                             |
| 2020            | TVI   | Você na TV!                                     | Apresentadora de emissão especial, com Manuel Luís Goucha                                  |
| 2020            | TVI   | Natal em Família                                | Apresentadora, com Isabel Silva                                                            |
| 2021            | TVI   | Em Família - Sozinhos na Casa                   | Participação                                                                               |
| 2021            | TVI   | Parabéns, Portugal                              | Apresentadora de exteriores                                                                |
| 2021            | TVI   | Somos Família                                   | Apresentadora                                                                              |
| 2021            | TVI   | All Together Now                                | Jurada Convidada                                                                           |
| 2021            | TVI   | Joga Portugal                                   | Apresentadora                                                                              |
| 2021            | TVI   | Festa é Festa                                   | Participação Especial                                                                      |
| 2022            | TVI   | Querido, Mudei a Casa!                          | Apresentadora de emissão especial                                                          |
| 2022/ 2024      | TVI   | Dois às 10                                      | Repórter esporádica                                                                        |
| 2022            | TVI   | Gala 29°Aniversário TVI - A Passadeira          | Apresentadora, com João Montez, José Lopes e Sofia Vasconcelos                             |
| 2022            | TVI   | Parabéns TVI 29°Aniversário                     | Apresentadora                                                                              |
| 2022            | TVI   | Emmy Awards - Passadeira Vermelha na TVI Ficção | Apresentadora, com Ana Rita Clara, João Montez e Marisa Cruz                               |
| 2022            | TVI   | Festa de Verão TVI                              | Apresentadora, com João Montez, José Lopes e Sofia Vasconcelos                             |
| 2022            | TVI   | 10 Anos TVI Ficção                              | Apresentadora, com João Montez                                                             |
| 2023            | TVI   | Toda a Gente Me Diz Isso                        | Participação Especial                                                                      |
| 2023            | TVI   | Parabéns TVI - 30° Aniversário                  | Apresentadora                                                                              |
| 2023 - presente | TVI   | Há Festa no Hospital                            | Apresentadora                                                                              |
| 2024            | TVI   | Parabéns TVI - 31° Aniversário                  | Apresentadora                                                                              |
| 2024            | TVI   | TVI Lidl Euro Lounge                            | Apresentadora, com Idevor Mendonça e Rafaela Granado                                       |
| 2024            | TVI   | Festa de Verão TVI                              | Apresentadora, com João Montez, José Lopes e Rafaela Granado                               |
| 2024            | TVI   | Congela                                         | Concorrente convidada                                                                      |
| 2024 - presente | TVI   | Em Família                                      | Apresentadora, com Idevor Mendonça                                                         |
| 2025            | TVI   | Parabéns TVI - 32° Aniversário                  | Apresentadora                                                                              |
| 2025            | TVI   | Gala 32°Aniversário TVI - Passadeira Vermelha   | Apresentadora, com Iva Domingues, Rafaela Granado e Idevor Mendonça                        |
| 2025            | TVI   | Star Park                                       | Concorrente                                                                                |
| 2025            | TVI   | Festa do Emigrante TVI                          | Apresentadora, com Nuno Eiró e João Montez                                                 |